# Naumowka (Kaliningrad)
Naumowka (russisch Наумовка, deutsch Germehnen) ist ein Ort in der russischen Oblast Kaliningrad. Er gehört zur kommunalen Selbstverwaltungseinheit Stadtkreis Gurjewsk im Rajon Gurjewsk.

## Geographische Lage
Naumowka liegt 23 Kilometer nordöstlich der Stadt Kaliningrad (Königsberg) an der Kommunalstraße 27K-140 von Pirogowo (Sudnicken) nach Marschalskoje (Gallgarben). Ein Bahnanschluss besteht nicht mehr, seitdem die vor 1945 bestehende Bahnstrecke Prawten–Schaaksvitte (russisch: Lomonossowo–Kaschirskoje) der Königsberger Kleinbahn mit der Bahnstation Sudnicken (Pirogowo) außer Betrieb gesetzt wurde.

## Geschichte
Das ehemals Germehnen genannte Dorf wurde 1331 gegründet. Am 30. April 1874 wurde es in den neu geschaffenen Amtsbezirk Sudnicken (russisch: Pirogowo) eingegliedert, der bis 1945 bestand und zum Landkreis Königsberg (Preußen), 1939 bis 1945 Landkreis Samland, im Regierungsbezirk Königsberg der preußischen Provinz Ostpreußen gehörte.
Am 1. April 1895 verlor die damalige Landgemeinde Germehnen ihre Selbständigkeit und wurde mit der Nachbargemeinde Kirschappen (russisch: Pridoroschnoje) in den Gutsbezirk Sudnicken (Pirogowo) eingemeindet.
1945 kam Germehnen mit dem nördlichen Ostpreußen zur Sowjetunion. Im Jahr 1947 erhielt der Ort die russische Bezeichnung Naumowka und wurde gleichzeitig dem Dorfsowjet Saliwenski selski Sowet im Rajon Gurjewsk zugeordnet. Später gelangte der Ort in den Marschalski selski Sowet. Von 2008 bis 2013 gehörte Naumowka zur Landgemeinde Chrabrowskoje selskoje posselenije und seither zum Stadtkreis Gurjewsk.

## Kirche
Mit seiner überwiegend evangelischen Bevölkerung war Germehnen vor 1945 in das Kirchspiel Schaaken mit dem Pfarrsitz Kirche Schaaken (russisch: Schemtschuschnoje) eingepfarrt. Es gehörte zum Kirchenkreis Königsberg-Land II innerhalb der Kirchenprovinz Ostpreußen der Kirche der Altpreußischen Union. Heute liegt Naumowka im Einzugsbereich der evangelisch-lutherischen Gemeinde in Marschalskoje (Gallgarben), einer Filialgemeinde der Auferstehungskirche in Kaliningrad (Königsberg), der Hauptkirche der Propstei Kaliningrad der Evangelisch-lutherischen Kirche Europäisches Russland (ELKER).